# Buck Rogers in the 25th Century
Buck Rogers in the 25th Century és una sèrie de televisió estatunidenca d'aventures i ciència-ficció produïda per Universal Studios. La sèrie es va emetre durant dues temporades, entre 1979 i 1981, i l'episodi pilot es va estrenar com a llargmetratge, sis mesos abans que la sèrie s'emetés per televisió. Totes dues es basen en el personatge de Buck Rogers, creat l'any 1928 per Philip Francis Nowlan i que ja havia estat presentat en còmic, televisió, novel·les i una sèrie de 12 pel·lícules.

## Concepte i difusió de la història
Inspirat per l'èxit massiu de Star Wars dos anys abans, Universal va començar a desenvolupar Buck Rogers per la cadena de televisió NBC, dirigida per Glen A. Larson. La producció va començar l'any 1978, però l'estrena als cinemes de l'episodi pilot d'una altra sèrie de ciència-ficció de Larson, Battlestar Galactica, va fer que la Universal no estrenés la primera pel·lícula de Buck Rogers fins al 30 de març de 1979.
El gran èxit de taquilla va fer que la NBC n'encarregués una sèrie completa, que va començar amb una versió lleugerament modificada de la versió cinematogràfica.
La producció va reciclar molts accessoris, efectes i vestuari de Battlestar Galactica.
La nova sèrie era protagonitzada pel capità William Anthony Buck Rogers, un pilot de la NASA que navegava en el transbordador espacial Ranger 3, que es va llançar el maig de 1987. A causa d'una pluja d'asteroides, Buck Rogers queda congelat. L'any 2491, el seu transbordador és descobert a la deriva per l'espai. La combinació de gasos que el van congelar, casualment, són similars a la fórmula d'ús comú al segle XXV per a la criopreservació, per la qual cosa s'aconsegueix tornar el personatge a la vida. Buck Rogers s'assabenta que la civilització a la Terra es va reconstruir després d'una devastadora guerra nuclear el novembre de 1987, i ara està sota la protecció de la direcció de Defensa de la Terra.
A causa de les seves habilitats com a pilot de combat i del seu enginy per a ajudar en la defensa de la Terra contra alguns intents per conquerir-la, en molts aspectes aquesta versió de Buck Rogers va ser més similar a James Bond, perquè sovint participava en missions encobertes.
Buck Rogers és ajudat en les seves aventures per la seva amiga (també amb interès romàntic), la pilot i coronel Willma Dering. També és assistit per Twiki, un petit robot. Twiki es converteix en el company de Buck i s'expressa amb un llenguatge electrònic que sona com "bidi-bidi-bidi", seguit d'alguna frase col·loquial típica del segle xx, moltes de les quals les hi ensenyava en Buck.
El Dr. Theópolis és una computadora intel·ligent amb forma de disc. Theo és membre del Consell de Computadores i un dels líders científics del planeta.
La principal oponent de Buck Rogers és la princesa Ardala, l'objectiu de la qual és casar-s'hi i conquerir la Terra. Ella és assistida pel seu sequaç, Kane.